# Aretha Franklin
Aretha Louise Franklin (IPA: [əˈriːθə ˈfræŋklɪn]; Memphis, 25 marzo 1942 – Detroit, 16 agosto 2018) è stata una cantautrice e pianista statunitense, una delle icone della musica gospel, soul e R&B.
Considerata una delle cantanti migliori della storia della musica, è stata soprannominata "La Regina del Soul" o "Lady Soul" per la sua capacità di aggiungere una vena soul a qualsiasi cosa cantasse, e per le sue qualità vocali. Lo Stato del Michigan ha ufficialmente dichiarato la sua voce "una meraviglia della natura".
Molto nota per la sua vasta produzione di musica soul, gospel e R&B ma anche blues, jazz e rock and roll, si è aggiudicata ben diciotto Grammy Award (otto dei quali vinti consecutivamente nella stessa categoria dal 1968 al 1975; in quel periodo infatti il premio veniva chiamato The Aretha Award, ossia "Il premio Aretha"). Con oltre 75 milioni di album venduti, è considerata una delle maggiori esponenti femminili della musica soul, insieme a Dionne Warwick, Gladys Knight, Patti LaBelle e Chaka Khan.
Il 3 gennaio 1987 è stata la prima donna a entrare a far parte della Rock and Roll Hall of Fame.
In una classifica stilata nel 2004 dalla rivista Rolling Stone Aretha è stata classificata al nono posto tra i 100 artisti più grandi nella storia della musica, e dal 2010 è stata spostata al quinto, che è anche il piazzamento più alto per una donna. Sempre la stessa rivista in una speciale classifica sui "100 Greatest Singers" del 2010 l'ha piazzata al primo posto assoluto.
La cantante è stata interpretata da Jennifer Hudson nel film Respect del 2021. Numerosi artisti, tra cui Whitney Houston, Anastacia, Alicia Keys, Beyoncé, Mary J. Blige, Fantasia, Joss Stone, Jennifer Hudson, Usher, Giuni Russo, Giorgia ed Elisa hanno citato Aretha tra le loro principali ispirazioni e hanno eseguito cover dei suoi brani più famosi.

## Biografia

### La formazione e i primi passi

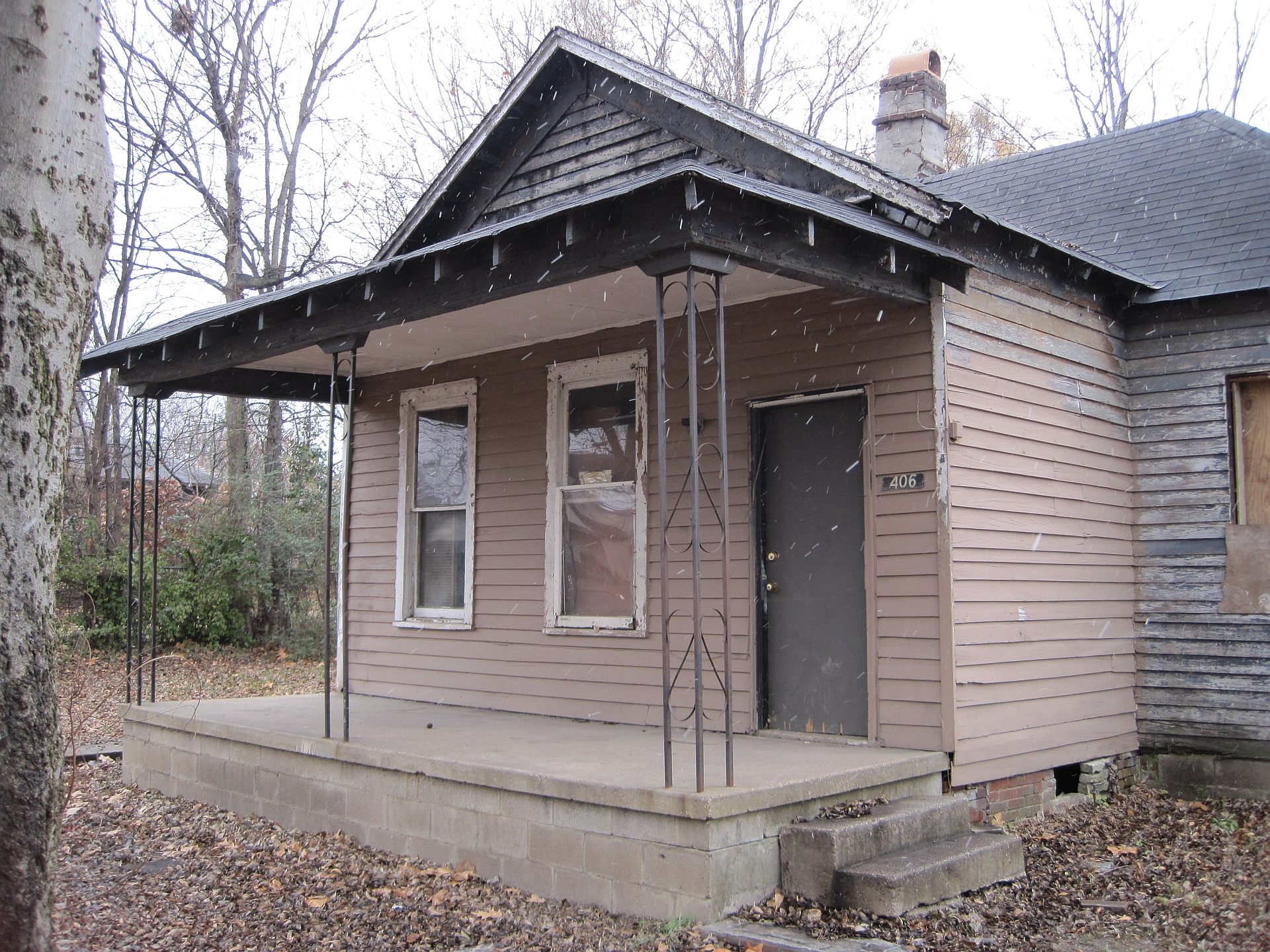
La casa natale di Aretha Franklin al 406 di Lucy Avenue a Memphis

Il padre, Clarence LaVaughn "C. L." Franklin, predicatore battista famoso a livello nazionale, aveva educato i figli a una cultura religiosa solida, ma non era riuscito ad evitare il naufragio del suo matrimonio con Barbara Vernice Siggers, anch'essa cantante gospel, che andò via di casa quando la figlia Aretha aveva sei anni. Dopo la separazione, il nucleo familiare andò a vivere a Detroit, dove frequentò future stelle del mondo musicale fra le quali Smokey Robinson, e dove il padre divenne ministro di una comunità religiosa che ospitava ben 4 500 fedeli e volle Aretha e le sue due sorelle Carolyn ed Erma a cantare fra i musicisti della parrocchia.
Le sorelle Franklin cantavano nel coro e Aretha suonava anche il piano durante le funzioni religiose. Malgrado due stupri, che portarono a due maternità precoci (il primo figlio Clarence avuto a dodici anni e il secondo, Edward, a quattordici), Aretha mostrò passione per il gospel e grande determinazione nel voler entrare nel mondo della musica come professionista: le prime registrazioni di Aretha Franklin furono realizzate attraverso l'incisione delle funzioni religiose del padre da parte della JVB/Battles.
Quattordicenne, Aretha seguì il padre che compiva un viaggio di predicazione, sfoggiando il proprio repertorio gospel. Negli anni cinquanta il produttore discografico Berry Gordy cercò senza successo di arruolare la cantante nella scuderia Motown; successivamente, con il sostegno artistico di Clara Ward, Mahalia Jackson, James Cleveland e Sam Cooke, la cantante fu vicina a firmare un contratto con la RCA ma, dietro sollecitazione di John Hammond, decise infine di legarsi alla Columbia. Il repertorio prevalentemente pop impostole dalla casa discografica non le permise però di esprimere tutto il proprio potenziale di cantante di soul e di rhythm and blues. Aretha incise cinque album di scarso successo, ispirandosi ad artiste come Mahalia Jackson, Clara Ward e l'amica di famiglia Dinah Washington.
Nei primi anni sessanta la Franklin riuscì a portare al successo alcuni 45 giri, tra i quali Rock-a-bye Your Baby with a Dixie Melody. Nel 1961 sposò Ted White, che divenne suo manager alla Columbia Records. Nel 1965 eseguì anche – in chiave di gospel – lo standard di Pete Seeger If I Had a Hammer.

### Gli anni del successo: la svolta del 1967

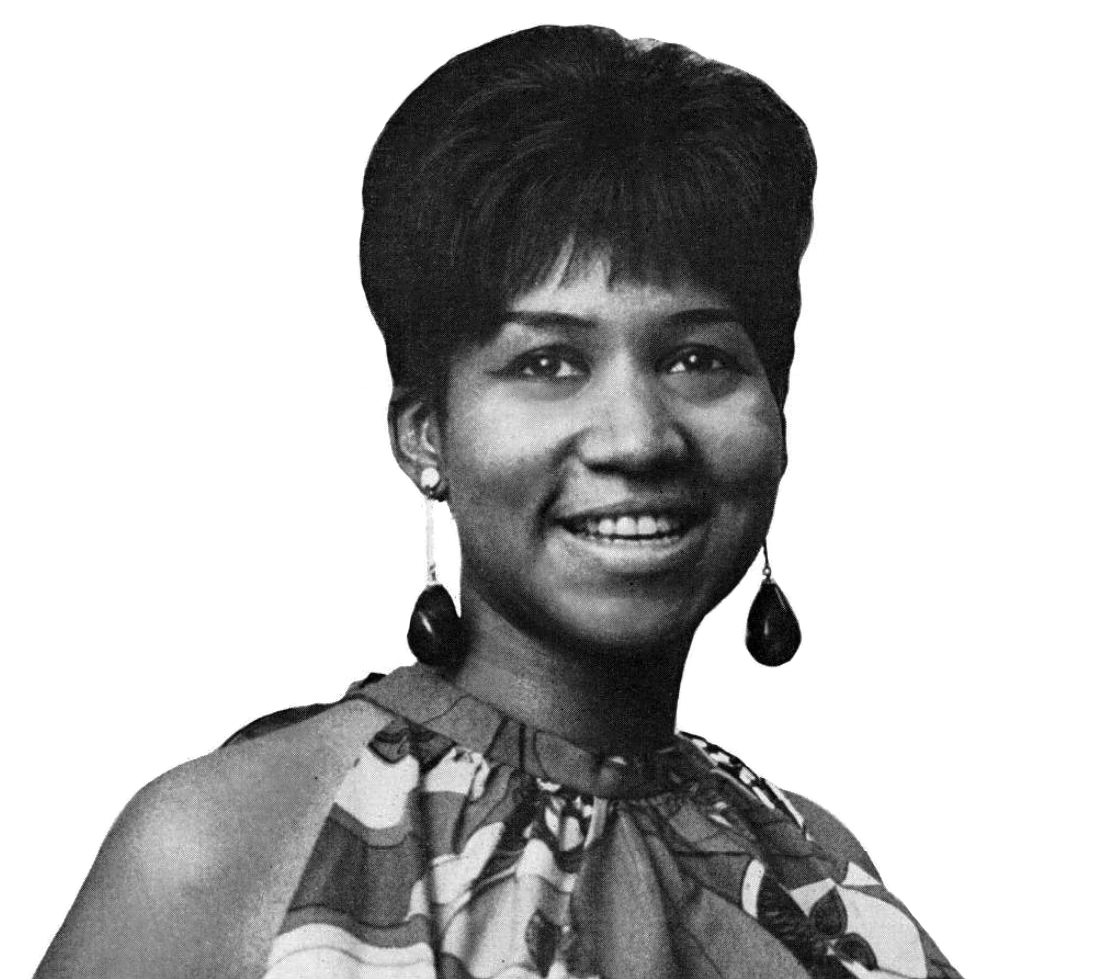
Aretha Franklin nel 1967

Passata all'Atlantic Records nel 1967, collaborò con i produttori Jerry Wexler e Arif Mardin che impressero alle nuove registrazioni una venatura soul e alcuni loro lavori – ad esempio I Never Loved a Man (The Way I Love You) – influenzarono grandemente lo scenario R&B degli anni a venire, facendole meritare subito il titolo di The Queen of Soul (la Regina del Soul). In quegli anni Aretha conseguì anche notorietà internazionale e divenne motivo di orgoglio per le minoranze afroamericane, soprattutto con la sua interpretazione del brano Respect di Otis Redding, che divenne un inno dei movimenti femministi e per i diritti civili.
In questo periodo Aretha dominava le classifiche, ottenendo numerosi album d'oro e di platino e piazzando quasi tutti i suoi singoli nella top 10 della Billboard Hot 100. Ricordando quel periodo, la Franklin racconta che «When I went to Atlantic, they just sat me down at the piano and the hits started coming» ("quando giunsi all'Atlantic mi fecero sedere al pianoforte ed i successi cominciarono ad arrivare").
Dopo una relazione tempestosa che la condusse all'alcolismo, nel 1969 divorziò da Ted White, che si era dimostrato persona violenta e dai comportamenti equivoci.
Tra la fine degli anni sessanta e gli inizi degli anni settanta numerosi suoi dischi scalarono le classifiche USA finendo spesso ai primi posti. Questi dischi spaziavano dalla musica gospel al blues, dalla musica pop alla musica psichedelica ed al rock and roll. Indimenticabili sono alcune cover dei Beatles (Eleanor Rigby), The Band (The Weight), Simon & Garfunkel (Bridge over Troubled Water), Sam Cooke e dei The Drifters.
Live at Fillmore West e Amazing Grace sono due dei suoi più influenti LP. Il secondo è un doppio live di musica gospel registrato in una chiesa Battista di Los Angeles che risulta essere il lavoro di maggior successo della cantante e il disco gospel più venduto nella storia, con oltre due milioni di copie vendute. Nonostante i suoi successi, non è mai arrivata al numero uno delle classifiche britanniche, raggiungendo solo un quarto posto nel 1968 con la sua versione di I Say a Little Prayer di Burt Bacharach. Detiene tuttavia il record di numero 1 nella classifica americana R'n'B (18) e ha raggiunto due volte la prima posizione della classifica Billboard Hot 100.
Oltre alla già citata Respect, che è diventata la sua canzone simbolo, tra i singoli di successo di quegli anni si ricordano Chain of Fools, (You Make Me Feel Like) A Natural Woman, Think e Baby I Love You. Dopo l'istituzione della categoria R&B in seno ai Grammy Award nel 1968, divenne imbattibile meritandosi per otto anni consecutivi quello della categoria "Best Female R&B Vocal Performance" e guadagnandone altri tre anche negli anni ottanta, per un totale di ventitré nomination.

### Anni settanta: il declino commerciale
Nei primi anni settanta, Aretha Franklin scelse di utilizzare sonorità più dolci, senza perdere nulla della sua potenza vocale. Pur continuando il sodalizio artistico con Wexler e Mardin, cominciò ad assumere un ruolo sempre più importante nel produrre i suoi lavori. Nel 1973 Quincy Jones collaborò al suo nuovo album You ma il disco, nonostante il singolo Angel scritto dalla sorella Carolyn sia diventato un classico della musica soul, non ebbe fortuna. I personaggi legati alla emergente disco music stavano monopolizzando il mercato e la Atlantic concedeva sempre meno spazio e meno materiale alla Franklin, privilegiando artiste emergenti quali Roberta Flack.
Dopo l'esperienza di You, Aretha ritornò a farsi produrre da Wexler fino a che questi abbandonò nel 1976 l'Atlantic Records, ponendo fine alla loro prolifica e fruttuosa collaborazione. Successivamente, nonostante le collaborazioni con artisti della caratura di Curtis Mayfield, i consensi di critica e pubblico cominciarono a scemare.

### Gli anni ottanta: la rinascita
Nel 1980 Aretha Franklin ritornò all'attenzione del pubblico con la partecipazione alla pellicola The Blues Brothers - I fratelli Blues, che diventò un film di culto. Nella pellicola interpretava la parte della moglie di Matt "guitar" Murphy ed eseguiva il suo vecchio successo Think. Nello stesso anno, il produttore Clive Davis la mise sotto contratto con la sua Arista Records e le fece incidere i singoli United Together e Love All the Hurt Away, quest'ultimo in duetto con George Benson, che la riportarono in classifica.
Nel 1982 l'album Jump to It, prodotto da Luther Vandross, suo ammiratore da sempre, le restituì popolarità e la riportò in cima alle classifiche. Le più note incisioni di quegli anni furono Freeway of Love, canzone-dance del 1985, e i duetti Sisters Are Doing for Themselves con gli Eurythmics e I Knew You Were Waiting (For Me) con George Michael, che divenne la sua seconda numero uno americana. Molti critici giudicano, comunque, la sua produzione di quegli anni qualitativamente molto inferiore alle leggendarie registrazioni degli anni sessanta.
Nel 1984 fu denunciata per inadempienza contrattuale, quando non riuscì a partecipare al musical di Broadway Sing, Mahalia, Sing, principalmente a causa della sua paura di volare.

### Anni novanta e duemila

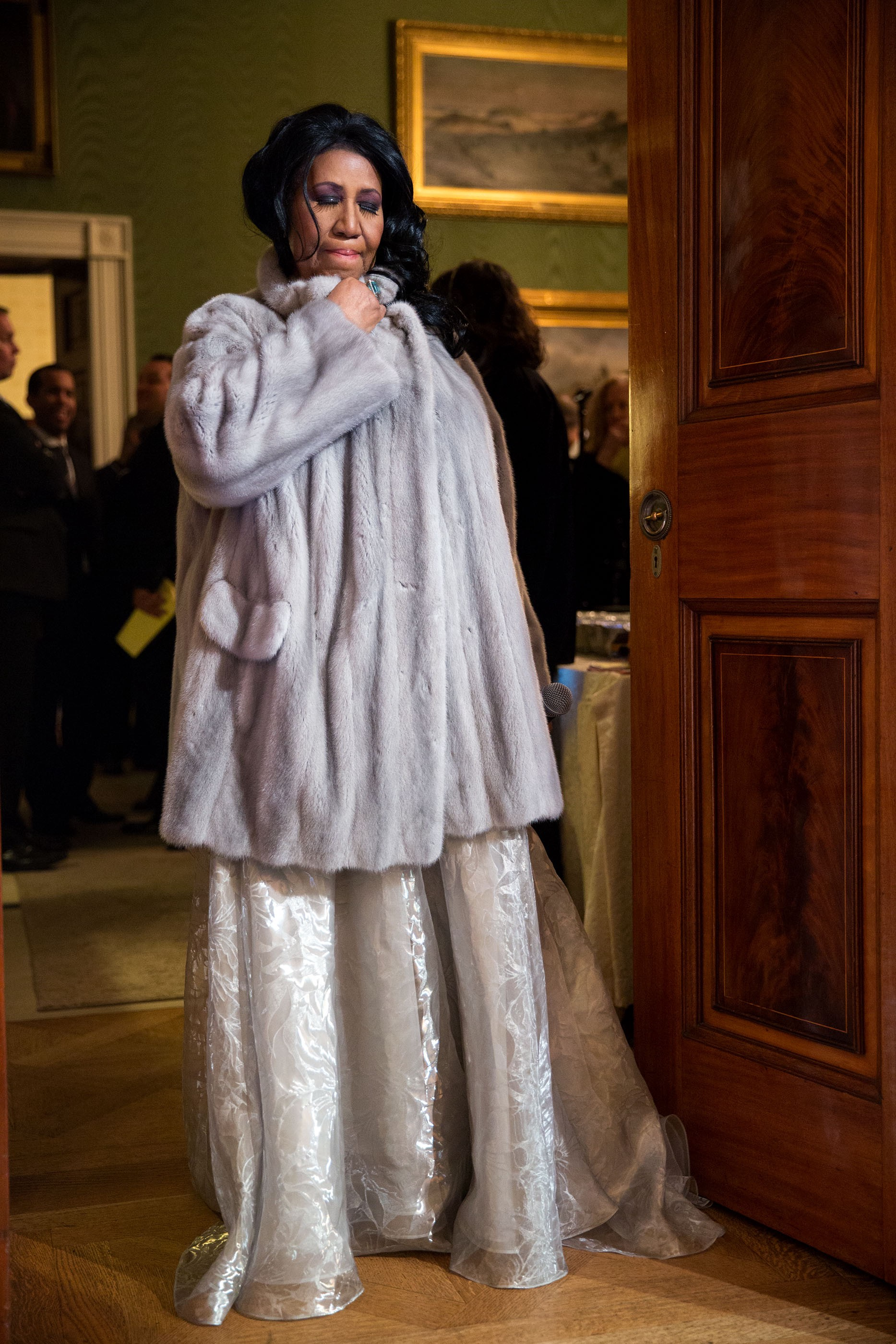
Aretha Franklin in attesa del concerto alla Casa Bianca nel 2015

Alla cerimonia dei Grammy Awards del 1998, dovendo sostituire Luciano Pavarotti colpito da un malessere, improvvisò in 20 minuti un'interpretazione del Nessun dorma in tonalità originale e cantando la prima strofa in italiano. La performance è considerata una delle più grandi esibizioni di sempre ai Grammy.
Nel 2000 Aretha ha partecipato anche al sequel Blues Brothers - Il mito continua, interpretando Respect. Aretha Franklin viveva a Detroit e, per la sua nota paura di prendere l'aereo, non effettuava grandi spostamenti esibendosi solo nelle località a portata d'auto. Continuò a pubblicare dischi in cui cercava di affiancare classiche ballate soul a pezzi più attuali e moderni, collaborando con gli artisti più talentuosi dell'R&B contemporaneo, come Fantasia Barrino, Lauryn Hill e Mary J. Blige, e con i produttori hip hop più alla moda, come Jermaine Dupri o Diddy. Il 20 gennaio 2009 ha cantato a Washington alla cerimonia di insediamento del 44º Presidente degli Stati Uniti d'America, Barack Obama, in diretta televisiva mondiale e davanti a più di due milioni di persone.
Il 29 dicembre 2015 si è esibita con il suo successo (You Make Me Feel Like) A Natural Woman durante la cerimonia per il conferimento del Kennedy Center Honors a Carole King, autrice del brano, ottenendo la commozione del pubblico tra cui quella del presidente degli Stati Uniti d'America Barack Obama.
Il 9 febbraio 2017 ha annunciato a una radio di Detroit che non avrebbe più tenuto concerti.
Il 7 dicembre 2017 Aretha Franklin tiene la sua ultima performance dal vivo, cantando I Say a Little Prayer al venticinquesimo anniversario della Elton John AIDS Foundation.

#### La morte
Il 13 agosto 2018 viene diffusa la notizia che la cantante è ricoverata in ospedale a Detroit in gravi condizioni. Tre giorni più tardi, la cantante è morta nella propria abitazione per complicanze del cancro al pancreas all'età di 76 anni. Il 29 agosto 2018 è stata allestita la camera ardente nel museo Charles H. Wright di Detroit dove hanno partecipato numerosi fan della cantante venuti a renderle omaggio. I funerali si sono svolti nella chiesa pentecostale Greater Grace Temple a Detroit, presenti numerosi personaggi del mondo dello spettacolo, dello sport e della politica, tra i quali Bill Clinton e sua moglie Hillary Clinton, Stevie Wonder, Ariana Grande, Jesse Jackson. Successivamente la bara è stata scortata da numerose Cadillac rosa, tributo alla sua canzone del 1985, fino al cimitero di Woodlawn, dove è stata sepolta.

## Profilo della voce

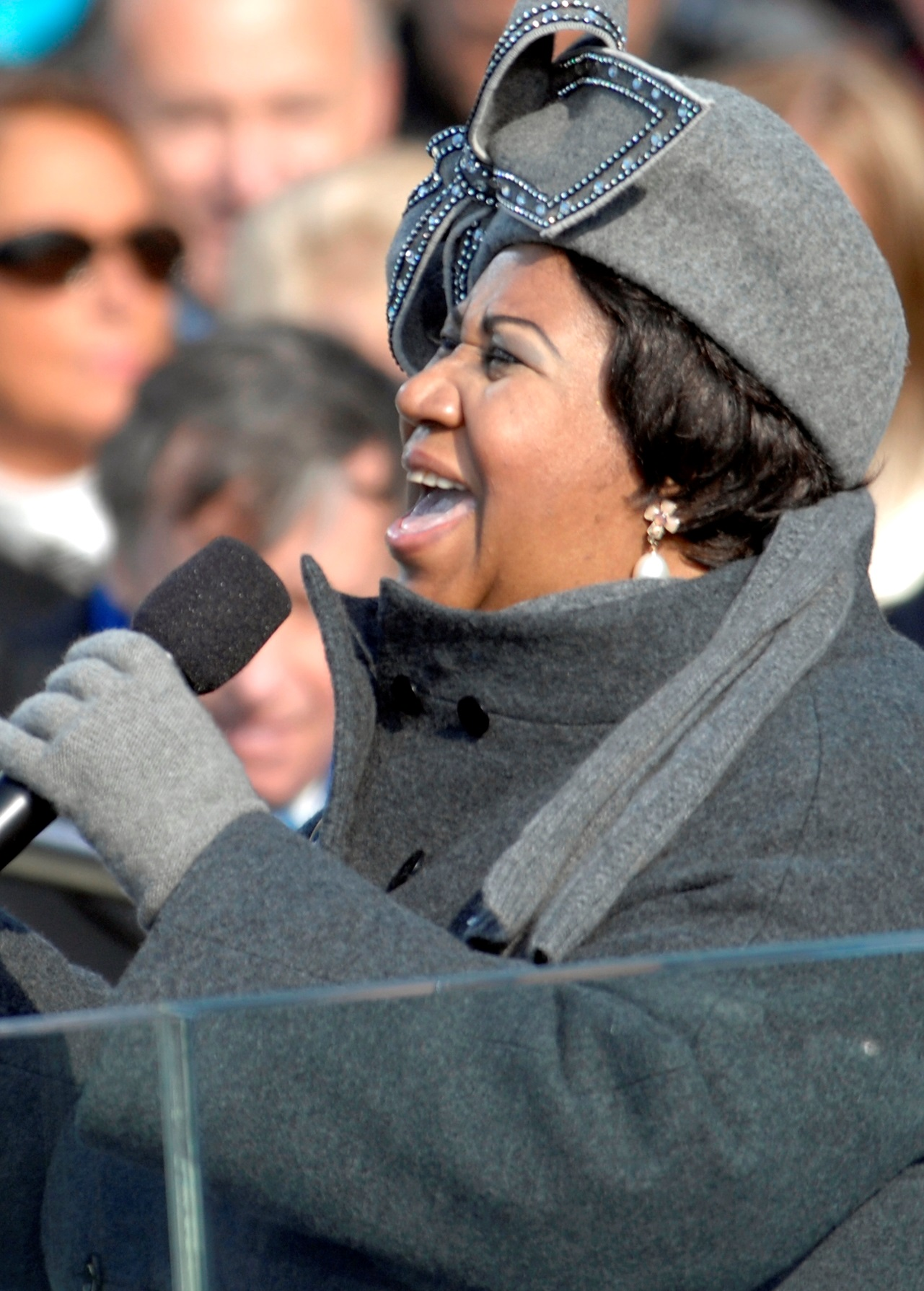
Aretha Franklin durante l'esibizione alla cerimonia di insediamento dell'allora Presidente degli Stati Uniti Barack Obama, 20 gennaio 2009

Lo sviluppo della voce di Aretha si può dividere in due periodi: il primo va dall'inizio della sua carriera fino ai primi anni ottanta, il secondo da questi ultimi in poi (più o meno dall'uscita dell'album Jump to It nel 1982). All'inizio degli anni ottanta, infatti, la voce di Aretha a causa del fumo subì un drastico cambiamento. All'apice della carriera la sua voce era squillante, pulita e brillante, caratteristiche che l'hanno resa una delle più riconoscibili del panorama musicale mondiale: queste peculiarità porterebbero a classificarla come soprano, pur nel contesto del canto moderno.
La sua è una voce potente, che affonda nella tradizione evangelica e dunque nella musica gospel. Era una cantante principalmente emotiva, che legava il suo canto, la sua innata musicalità e l'improvvisazione alla musica e all'esperienza nel jazz e, generalmente, nella musica nera, diventando così una delle fondatrici, se non la principale, della musica soul: infatti, è definita "the Queen of Soul". Aretha Franklin era in grado di cantare tracce vocali complesse, che potevano estendersi nella parte superiore della sua gamma fino al fondo: ciò spiega anche la capacità di tenere note per lunghi periodi. La sua voce era dotata di un'estrema connessione in tutte le parti della sua estensione, dalle note più basse fino al registro di testa.
All'inizio della carriera Aretha dimostrava, nonostante la brillantezza della sua voce, di possedere una grande padronanza anche delle note più basse della sua estensione, che eseguiva con grande appoggio e agilità. La gamma più alta delle note in registro di petto era incredibilmente elastica e potente, grazie anche all'abilità di utilizzare all'estremità dell'estensione la voce mista, arrivando a toccare addirittura il Re5/D6 (in base alla numerazione italiana o statunitense delle ottave).
Aretha è stata in grado di combinare l'emotività del canto con la tecnica, il che rendeva la sua versatilità e padronanza nella note alte quasi ineguagliata. Questa speciale parte dell'estensione è una caratteristica facilmente attribuibile ad Aretha Franklin e a tutti i cantanti successivi o seguaci di Ella, che hanno seguito il suo nuovo modo di cantare della musica nera, scollandosi dal modello d'impostazione canoro jazz ispirato dal bel canto, o dal canto come espressione di sofferenza (espressionismo) per far riflettere sul dramma di una vita ingiusta. Aretha è stata una delle artefici (se non la principale) che ha dato origine a un nuovo modo di cantare ribelle, basato sull'esclamazione, che si affermò poi nella musica rock e pop. In generale, la straordinaria voce di Aretha è dovuta in gran parte al suo mutevole vibrato (arioso, jazzista e teatrale), ma principalmente al suo grandioso e inimitabile timbro, ricco di varie chiarezze, punti focali scuri e caratteri diversi.
Agli inizi degli anni ottanta la voce di Aretha subì un drastico cambiamento, dovuto ai danni del fumo, perdendo brillantezza e chiarezza. In questo periodo, Aretha acquistò una maggiore estensione delle note basse, che diventarono estremamente scure e pesanti, arrivando a toccare picchi come il Sol1/G2; tuttavia perse agilità, versatilità ed estensione nelle note più alte, sia in registro di petto sia di testa, che avevano costituito la sua firma inconfondibile. Nelle note più alte la sua voce perse un po' di controllo e la chiarezza del timbro.
Aretha smise di fumare tra il 1991 e il 1992: questo giovò notevolmente alla sua voce, che riacquistò controllo e brillantezza nelle note più alte e nel vibrato che, sebbene non eguaglino quelli degli anni sessanta e settanta, le consentirono di mostrare migliore forma vocale.

## Discografia

### Album in studio
- 1961 - Aretha

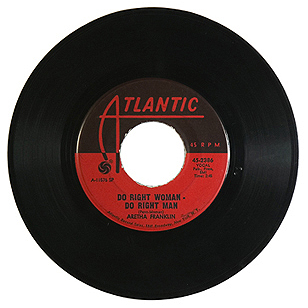
Il 45 Do Right Woman - Do Right Man

- 1962 - The Electrifying Aretha Franklin
- 1962 - The Tender, The Moving, The Swinging Aretha Franklin
- 1963 - Laughing on the Outside
- 1964 - Unforgettable: A Tribute to Dinah Washington
- 1964 - Runnin' Out of Fools
- 1965 - Yeah!: Aretha Franklin in Person
- 1966 - Soul Sister
- 1967 - Take It Like You Give It
- 1967 - I Never Loved a Man the Way I Love You
- 1967 - Aretha Arrives
- 1968 - Lady Soul
- 1968 - Aretha Now
- 1969 - Soul '69
- 1969 - Soft and Beautiful
- 1970 - This Girl's In Love with You
- 1970 - Spirit in the Dark
- 1971 - Young, Gifted and Black
- 1973 - Hey Now Hey (The Other Side of the Sky)
- 1974 - Let Me in Your Life
- 1974 - With Everything I Feel in Me
- 1975 - You
- 1976 - Sparkle
- 1977 - Sweet Passion
- 1978 - Almighty Fire
- 1979 - La Diva
- 1980 - Aretha
- 1981 - Love All the Hurt Away
- 1982 - Jump to It
- 1983 - Get It Right
- 1985 - Who's Zoomin' Who?
- 1986 - Aretha
- 1989 - Through the Storm
- 1991 - What You See Is What You Sweat
- 1998 - A Rose Is Still a Rose
- 2003 - So Damn Happy
- 2008 - This Christmas, Aretha
- 2011 - A Woman Falling Out of Love
- 2014 - Aretha Franklin Sings the Great Diva Classics

## Filmografia
- Room 222 - serie TV, 1 episodio (1972)
- The Blues Brothers - I fratelli Blues (The Blues Brothers), regia di John Landis (1980)
- Blues Brothers - Il mito continua (Blues Brothers 2000), regia di John Landis (1998)
- Genius - serie TV, 8 episodi (2021)

## Doppiatrici italiane
- Rita Savagnone in The Blues Brothers - I fratelli Blues
- Aurora Cancian in Blues Brothers - Il mito continua

## Riconoscimenti
- Cantante nº 1 nella lista dei 100 più grandi cantanti di tutti i tempi (Rolling Stone, 2010)
- Rock and Roll Hall of Fame (prima donna nella storia; 20 gennaio 1987)
- Kennedy Center Honor (1994)
- Hollywood Walk of Fame (1981)
- National Medal of Arts (dal presidente Bill Clinton, 1999)
- Artista nº 9 nella lista dei 100 più grandi artisti di tutti i tempi (Rolling Stone, 2004)

### Grammy Awards
Aretha è la terza donna più premiata nella storia dei Grammy, avendo ricevuto 21 premi in totale, contando anche quelli speciali alla carriera.
|    | Anno | Categoria                                                           | Genere  | Titolo                                                |
| -- | ---- | ------------------------------------------------------------------- | ------- | ----------------------------------------------------- |
| 1  | 1968 | Grammy Award alla miglior canzone R&B                               | R&B     | Respect                                               |
| 2  | 1968 | Grammy Award for Best Female R&B Vocal Performance                  | R&B     | Respect                                               |
| 3  | 1969 | Best Female R&B Vocal Performance                                   | R&B     | Chain of Fools                                        |
| 4  | 1970 | Best Female R&B Vocal Performance                                   | R&B     | Share Your Love with Me                               |
| 5  | 1971 | Best Female R&B Vocal Performance                                   | R&B     | Don't Play That Song for Me                           |
| 6  | 1972 | Best Female R&B Vocal Performance                                   | R&B     | Bridge over Troubled Water                            |
| 7  | 1973 | Best Female R&B Vocal Performance                                   | R&B     | Young, Gifted and Black (album)                       |
| 8  | 1973 | Grammy Award for Best Soul Gospel Performance                       | Gospel  | Amazing Grace (album)                                 |
| 9  | 1974 | Best Female R&B Vocal Performance                                   | R&B     | Master of Eyes                                        |
| 10 | 1975 | Best Female R&B Vocal Performance                                   | R&B     | Ain't Nothing Like the Real Thing                     |
| 11 | 1982 | Best Female R&B Vocal Performance                                   | R&B     | Hold On...I'm Comin' (album track)                    |
| 12 | 1986 | Best Female R&B Vocal Performance                                   | R&B     | Freeway of Love                                       |
| 13 | 1988 | Best Female R&B Vocal Performance                                   | R&B     | Aretha (album)                                        |
| 14 | 1988 | Grammy Award for Best R&B Performance by a Duo or Group with Vocals | R&B     | I Knew You Were Waiting (For Me) (con George Michael) |
| 15 | 1989 | Grammy Award for Best Soul Gospel Performance, Female               | Gospel  | One Lord, One Faith, One Baptism (album)              |
| 16 | 1991 | Grammy Legend Award - Living Legend Award                           | Special |                                                       |
| 17 | 1994 | Premio Grammy alla carriera                                         | Special |                                                       |
| 18 | 2004 | Grammy Award for Best Traditional R&B Vocal Performance             | R&B     | Wonderful                                             |
| 19 | 2006 | Best Traditional R&B Vocal Performance                              | R&B     | A House Is Not a Home                                 |
| 20 | 2007 | Golden Grammy Awards                                                | Special |                                                       |
| 21 | 2008 | Best Gospel-Soul Vocal Performance by a Duo or Group                | Gospel  | Never Gonna Break My Faith (con Mary J. Blige)        |